# Magnus Bäcklund (missionär)
Magnus Bäcklund, född 12 december 1866 i Allstakan, Gunnarskogs socken, Värmland, död 26 juni 1903 i Kashgar, Xinjiang, Kina, var en svensk missionär verksam inom Östturkestanmissionen.

## Biografi
Magnus Bäcklund var son till hemmansägare Magnus Andersson (1833–1911) och Kerstin Elofsdotter (1833–1907). Han hade fem syskon – August (1864–1940), Kajsa (1869–1917), Maria (1871–1938), Mathilda (1874–1959) och Johanna Kristina (1876–1911). Han förblev ogift.
Han växte upp under mycket torftiga omständigheter. I unga år fick han bidra till familjens försörjning genom arbete på mossar och stenbackar. Dessemellan arbetade han vid hyvelbänken hemma i stugan och fick så småningom anställning som snickare hos Östlund & Almqvist i Arvika. 
Han fann Gud i unga år och deltog flitigt i den religiösa verksamheten på orten. 1886 började han predika. 1889–1892 genomgick han Svenska Missionsförbundets missionsskola, understödd av missionsvänner i hembygden. Han var den främste i sina ämnen och hade ändå tid för andra allmänbildande studier som inte ingick i läroplanen. Han studerade tyska, franska och grekiska. 1892 kallades han av Svenska Missionsförbundets konferens till missionär och fick därefter ägna ytterligare ett år åt studier vid skolan i den då nyligen inrättade missionsklassen. Efter att en tid ha ägnat sig åt andlig verksamhet i södra Småland och på Öland avreste han från Sverige till Kashgar i Östturkestan (nuvarande provinsen Xinjiang i Kina) på sensommaren 1895.
Efter ankomsten till Kashgar tog han sig an det nya språket. Den östturkiska dialekten var väsentligt olika den besläktade dialekt han hade studerat i Sverige och ytterligare under uppehåll i Tiflis (nuvarande Tbilisi i Georgien) och Buchara (i nuvarande Uzbekistan), så han fick börja om på nytt. Då det inte fanns några läroböcker att tillgå fick han lära sig språket på egen hand. Efter två år hade han ett utkast färdigt till en liten grammatik, vilken blev till stor hjälp för andra missionärer. Han översatte också första delen av Biblisk historia för folkskolan av Wilhelm Norlén och Fredrik Lundgren och hade före sin bortgång samlat över 6,000 ord till en ordbok.
Han lärde snickarna i Östturkestan att hyvla, rita, såga och hugga rätt. En av de ynglingar som lärde av honom blev senare landets skickligaste snickare. Fabrikationen av europeiska dörrar och fönster var nästan uteslutande ett arv efter Bäcklund.
| ”                                                           | Vantrons såväl som otrons tankebyggnader äro mäktiga fästen, som ej lätt kunna nedbrytas; sedeslöshetens, lögnens, själfbelåtenhetens och orättfärdighetens ogräs är djupt rotadt i detta folks innersta, hvarjämte försoffning och likgiltighet för allt ädelt inflytande som en svåröfverstiglig mur omgifver det hela. Herrens ord är dock allt fortfarande en hammare, som förmår att krossa. berg, och en eld, som kan förtära orättfärdighetens planteringar, på samma gång, som det är ett fruktbärande säde, som äfven ute i dessa ödemarker skall bära rättfärdighetens fridsfrukt, därom äro vi förvissade, trots det, att dess verkningar här ännu ej blifvit mycket uppenbara. | „ |
| – Magnus Bäcklund, ur Svenska Morgonbladet, 9 augusti 1903. | |   |

Etnografiska museet i Stockholm har i sina samlingar drygt 100 föremål från Turkestan, bland annat mössor, amuletter, snusdosor och vattenpipor, förvärvade 1900–1901 från Bäcklund.

Snusdosa från Andizjan i nuvarande Uzbekistan, gjord av en svart kalebass, ur Etnografiska museets samlingar.

Hösten 1898 reste han hem till Sverige och bedrev under ett års tid medicinska studier i Lund med professor Seved Ribbing som lärare. Vid återkomsten till missionsfältet i Östturkestan, vilken till följd av Boxarupproret blev fördröjd till hösten 1900, ägnade han sig åt sjukvård. Han kunde glädja sig åt en ständigt växande framgång och folkets alltmer ökade förtroende. Hans medicinska gärning blev dock kortvarig. I början av juni 1903 insjuknade han i tarmtyfus och dog den 26:e samma månad. Hans stoft gömdes av trogna vänner i ett hörn av den kinesiska gravgården i Kashgar och utmärktes några år senare med en minnessten.